# Soyuz-FG
La lanzadera espacial Soyuz-FG (en ruso: Союз-ФГ) es una versión mejorada de la lanzadera Soyuz-U de la familia de lanzadores R-7, diseñada y construida por TsSKB-Progress en Samara. Su vuelo inaugural se realizó el 20 de mayo de 2001, llevando consigo una Progress-M1-6 de carga a la EEI y su último lanzamiento fue el 25 de septiembre de 2019  poniendo en órbita la Soyuz MS-15.
Durante su vida útil de 18 años realizó  70  vuelos, llevando a la ISS 3 Progress-M1, 1 Progress MS más de 50 naves Soyuz de diferentes versiones. Con un único fallo ocurrido en 2018 durante el lanzamiento de la Soyuz MS-10.
Una versión de la Soyuz-FG es la Soyuz-FG/Fregat con el  Fregat como su tercera etapa, desarrollada y producida por NPO Lávochkin en Jimki.
La Soyuz-FG se lanzó exclusivamente desde  Baikonur  desde el área  LC-1 para las Soyuz-FG y desde el área  LC-31 en el caso de las Soyuz-FG/Fregat.
El sistema de control analógico limita significativamente sus capacidades lo que provocó que fuera reemplazada por la  Soyuz-2.

## Lanzamientos históricos
| Fecha y Hora(GMT)                 | Configu- ración   | Número de Serie   | Lugar de lanzamiento         | Final | Carga útil                                               | Marcas |
| --------------------------------- | ----------------- | ----------------- | ---------------------------- | ----- | -------------------------------------------------------- | --- |
| 20 de mayo de 2001 22:32          | Soyuz-FG          | К15000-001        | Plataforma Gagarin, Baikonur | Éxito | Progress-M1 6                                            | EEI Logística |
| 26 de noviembre de 2001 18:24     | Soyuz-FG          | Ф15000-002        | Plataforma Gagarin, Baikonur | Éxito | Progress-M1 7                                            | EEI Logística |
| 26 de noviembre de 2001 18:24     | Soyuz-FG          | Ф15000-002        | Plataforma Gagarin, Baikonur | Éxito | Kolibri 2000                                             | |
| 25 de septiembre de 2002 16:58    | Soyuz-FG          | Э15000-003        | Plataforma Gagarin, Baikonur | Éxito | Progress-M1 9                                            | EEI Logística |
| 30 de octubre de 2002 16:58       | Soyuz-FG          | Э15000-004        | Plataforma Gagarin, Baikonur | Éxito | Soyuz TMA-1                                              | Vuelo tripulado con 3 cosmonautas ISS escape craft                                                                                        |
| 26 de abril de 2003 03:53         | Soyuz-FG          | Э15000-006        | Plataforma Gagarin, Baikonur | Éxito | Soyuz TMA-2                                              | Vuelo tripulado con 2 cosmonautas EEI Expedición 7                                                                                        |
| 2 de junio de 2003 18:24          | Soyuz-FG / Fregat | Э15000-005/1005   | LC-31, Baikonur              | Éxito | Mars Express                                             | Mars orbiter |
| 2 de junio de 2003 18:24          | Soyuz-FG / Fregat | Э15000-005/1005   | LC-31, Baikonur              | Éxito | Beagle 2                                                 | Mars lander Lanzado con éxito pero falló después                                                                                          |
| 18 de octubre de 2003 05:38       | Soyuz-FG          | Д15000-007        | Plataforma Gagarin, Baikonur | Éxito | Soyuz TMA-3                                              | Vuelo tripulado con 3 cosmonautas EEI Expedición 8                                                                                        |
| 27 de diciembre de 2003 21:30     | Soyuz-FG / Fregat | Д15000-008/1006   | Plataforma Gagarin, Baikonur | Éxito | Amos-2                                                   | Satélite de comunicaciones |
| 19 de abril de 2004 05:19         | Soyuz-FG          | Ж15000-009        | Plataforma Gagarin, Baikonur | Éxito | Soyuz TMA-4                                              | Vuelo tripulado con 3 cosmonautas EEI Expedición 9                                                                                        |
| 14 de octubre de 2004 03:06       | Soyuz-FG          | Ж15000-012        | Plataforma Gagarin, Baikonur | Éxito | Soyuz TMA-5                                              | Vuelo tripulado con 3 cosmonautas EEI Expedición 10                                                                                       |
| 15 de abril de 2005 00:46         | Soyuz-FG          | Ж15000-014        | Plataforma Gagarin, Baikonur | Éxito | Soyuz TMA-6                                              | Vuelo tripulado con 3 cosmonautas EEI Expedición 11                                                                                       |
| 13 de agosto de 2005 23:28        | Soyuz-FG / Fregat | Ж15000-011/1007   | LC-31, Baikonur              | Éxito | Galaxy 14                                                | Satélite de comunicaciones |
| 1 de octubre de 2005 03:54        | Soyuz-FG          | П15000-017        | Plataforma Gagarin, Baikonur | Éxito | Soyuz TMA-7                                              | Vuelo tripulado con 3 cosmonautas EEI Expedición 12                                                                                       |
| 9 de noviembre de 2005 03:33      | Soyuz-FG / Fregat | Ж15000-010/1010   | LC-31, Baikonur              | Éxito | Venus Express                                            | Venus orbiter |
| 28 de diciembre de 2005 05:19     | Soyuz-FG / Fregat | П15000-015/1009   | LC-31, Baikonur              | Éxito | GIOVE-A                                                  | Satélite de navegación |
| 30 de marzo de 2006 02:30         | Soyuz-FG          | П15000-018        | Plataforma Gagarin, Baikonur | Éxito | Soyuz TMA-8                                              | Vuelo tripulado con 3 cosmonautas EEI Expedición 13                                                                                       |
| 18 de septiembre de 2006 04:08    | Soyuz-FG          | Ц15000-023        | Plataforma Gagarin, Baikonur | Éxito | Soyuz TMA-9                                              | Vuelo tripulado con 3 cosmonautas EEI Expedición 14                                                                                       |
| 7 de abril de 2007 17:31          | Soyuz-FG          | Ц15000-019        | Plataforma Gagarin, Baikonur | Éxito | Soyuz TMA-10                                             | Vuelo tripulado con 3 cosmonautas EEI Expedición 15                                                                                       |
| 29 de mayo de 2007 20:31          | Soyuz-FG / Fregat | Ц15000-021/1016   | LC-31, Baikonur              | Éxito | Globalstar                                               | Comsat |
| 29 de mayo de 2007 20:31          | Soyuz-FG / Fregat | Ц15000-021/1016   | LC-31, Baikonur              | Éxito | Globalstar                                               | Comsat |
| 29 de mayo de 2007 20:31          | Soyuz-FG / Fregat | Ц15000-021/1016   | LC-31, Baikonur              | Éxito | Globalstar                                               | Comsat |
| 29 de mayo de 2007 20:31          | Soyuz-FG / Fregat | Ц15000-021/1016   | LC-31, Baikonur              | Éxito | Globalstar                                               | Comsat |
| 10 de octubre de 2007 13:21       | Soyuz-FG          | Ц15000-020        | Plataforma Gagarin, Baikonur | Éxito | Soyuz TMA-11                                             | Vuelo tripulado con 3 cosmonautas EEI Expedición 16                                                                                       |
| 20 de octubre de 2007 20:12       | Soyuz-FG / Fregat | Ц15000-022/1015   | LC-31, Baikonur              | Éxito | Globalstar                                               | Comsat |
| 20 de octubre de 2007 20:12       | Soyuz-FG / Fregat | Ц15000-022/1015   | LC-31, Baikonur              | Éxito | Globalstar                                               | Comsat |
| 20 de octubre de 2007 20:12       | Soyuz-FG / Fregat | Ц15000-022/1015   | LC-31, Baikonur              | Éxito | Globalstar                                               | Comsat |
| 20 de octubre de 2007 20:12       | Soyuz-FG / Fregat | Ц15000-022/1015   | LC-31, Baikonur              | Éxito | Globalstar                                               | Comsat |
| 14 de diciembre de 2007 13:17     | Soyuz-FG/ Fregat  | Ш15000-025/1015-2 | LC-31, Baikonur              | Éxito | RADARSAT-2                                               | Observación de la Tierra |
| 8 de abril de 2008 11:16          | Soyuz-FG          | Ш15000-024        | Plataforma Gagarin, Baikonur | Éxito | Soyuz TMA-12                                             | Vuelo tripulado con 3 cosmonautas EEI Expedición 17 Primer surcoreano en el espacio.                                                      |
| 26 de abril de 2008 22:16         | Soyuz-FG/ Fregat  | П15000-016/1008   | LC-31, Baikonur              | Éxito | GIOVE-B                                                  | Satélite de navegación |
| 12 de octubre de 2008 07:01       | Soyuz-FG          | Ш15000-026        | Plataforma Gagarin, Baikonur | Éxito | Soyuz TMA-13                                             | Vuelo tripulado con 3 cosmonautas EEI Expedición 18                                                                                       |
| 26 de marzo de 2009 11:49         | Soyuz-FG          | Ю15000-027        | Plataforma Gagarin, Baikonur | Éxito | Soyuz TMA-14                                             | Vuelo tripulado con 3 cosmonautas EEI Expedición 19                                                                                       |
| 27 de mayo de 2009 10:34          | Soyuz-FG          | Ю15000-030        | Plataforma Gagarin, Baikonur | Éxito | Soyuz TMA-15                                             | Vuelo tripulado con 3 cosmonautas EEI Expedición 20                                                                                       |
| 30 de septiembre de 2009 07:14    | Soyuz-FG          | Б15000-029        | Plataforma Gagarin, Baikonur | Éxito | Soyuz TMA-16                                             | Vuelo tripulado con 3 cosmonautas EEI Expedición 21                                                                                       |
| 20 de diciembre de 2009 21:52     | Soyuz-FG          | Б15000-031        | Plataforma Gagarin, Baikonur | Éxito | Soyuz TMA-17                                             | Vuelo tripulado con 3 cosmonautas EEI Expedición 22\|-                                                                                    |
| 2 de abril de 2010 04:04          | Soyuz-FG          | Ю15000-028        | Plataforma Gagarin, Baikonur | Éxito | Soyuz TMA-18                                             | Vuelo tripulado con 3 cosmonautas EEI Expedición 23                                                                                       |
| 15 de junio de 2010 21:35         | Soyuz-FG          | Б15000-032        | Plataforma Gagarin, Baikonur | Éxito | Soyuz TMA-19                                             | Vuelo tripulado con 3 cosmonautas EEI Expedición 24                                                                                       |
| 7 de octubre de 2010 23:10        | Soyuz-FG          | Б15000-035        | Plataforma Gagarin, Baikonur | Éxito | Soyuz TMA-01M                                            | Vuelo tripulado con 3 cosmonautas EEI Expedición 25                                                                                       |
| 15 de diciembre de 2010 19:09     | Soyuz-FG          | Б15000-034        | Plataforma Gagarin, Baikonur | Éxito | Soyuz TMA-20                                             | Vuelo tripulado con 3 cosmonautas EEI Expedición 26                                                                                       |
| 4 de abril de 2011 22:18          | Soyuz-FG          | И15000-036        | Plataforma Gagarin, Baikonur | Éxito | Soyuz TMA-21                                             | Vuelo tripulado con 3 cosmonautas EEI Expedición 27                                                                                       |
| 7 de junio de 2011 20:12          | Soyuz-FG          | И15000-037        | Plataforma Gagarin, Baikonur | Éxito | Soyuz TMA-02M                                            | Vuelo tripulado con 3 cosmonautas EEI Expedición 28\|-                                                                                    |
| 14 de noviembre de 2011 04:14     | Soyuz-FG          | И15000-038        | Plataforma Gagarin, Baikonur | Éxito | Soyuz TMA-22                                             | Vuelo tripulado con 3 cosmonautas EEI Expedición 29                                                                                       |
| 21 de diciembre de 2011 13:16     | Soyuz-FG          | Л15000-039        | Plataforma Gagarin, Baikonur | Éxito | Soyuz TMA-03M                                            | Vuelo tripulado con 3 cosmonautas EEI Expedición 30\|-                                                                                    |
| 15 de mayo de 2012 03:01          | Soyuz-FG          | Л15000-041        | Plataforma Gagarin, Baikonur | Éxito | Soyuz TMA-04M                                            | Vuelo tripulado con 3 cosmonautas EEI Expedición 31                                                                                       |
| 15 de julio de 2012 02:40         | Soyuz-FG          | Л15000-042        | Plataforma Gagarin, Baikonur | Éxito | Soyuz TMA-05M                                            | Vuelo tripulado con 3 cosmonautas EEI Expedición 32                                                                                       |
| 22 de julio de 2012 06:41         | Soyuz-FG/ Fregat  | Б15000-033        | LC-31, Baikonur              | Éxito | - Kanopus-V №1 - BelKA-2 - Zond-PP - TET-1 - exactView 1 | Earth observation and technology demonstration satellites                                                                                 |
| 23 de octubre de 2012 10:51       | Soyuz-FG          | Л15000-044        | LC-31, Baikonur              | Éxito | Soyuz TMA-06M                                            | Vuelo tripulado con 3 cosmonautas EEI Expedición 33                                                                                       |
| 19 de diciembre de 2012 12:12     | Soyuz-FG          | Л15000-040        | Plataforma Gagarin, Baikonur | Éxito | Soyuz TMA-07M                                            | Vuelo tripulado con 3 cosmonautas EEI Expedición 34                                                                                       |
| 28 de marzo de 2013 20:43         | Soyuz-FG          | Е15000-043        | Plataforma Gagarin, Baikonur | Éxito | Soyuz TMA-08M                                            | Vuelo tripulado con 3 cosmonautas EEI Expedición 35                                                                                       |
| 28 de mayo de 2013 20:31          | Soyuz-FG          | Е15000-045        | Plataforma Gagarin, Baikonur | Éxito | Soyuz TMA-09M                                            | Vuelo tripulado con 3 cosmonautas EEI Expedición 36                                                                                       |
| 25 de septiembre de 2013 20:58    | Soyuz-FG          | Е15000-046        | Plataforma Gagarin, Baikonur | Éxito | Soyuz TMA-10M                                            | Vuelo tripulado con 3 cosmonautas EEI Expedición 37                                                                                       |
| 7 de noviembre de 2013 04:14      | Soyuz-FG          | Т15000-048        | Plataforma Gagarin, Baikonur | Éxito | Soyuz TMA-11M                                            | Vuelo tripulado con 3 cosmonautas EEI Expedición 38                                                                                       |
| 25 de marzo de 2014 21:17         | Soyuz-FG          | Т15000-047        | Plataforma Gagarin, Baikonur | Éxito | Soyuz TMA-12M                                            | Vuelo tripulado con 3 cosmonautas EEI Expedición 39                                                                                       |
| 28 de mayo de 2014 19:57          | Soyuz-FG          | Т15000-049        | Plataforma Gagarin, Baikonur | Éxito | Soyuz TMA-13M                                            | Vuelo tripulado con 3 cosmonautas EEI Expedición 40                                                                                       |
| 25 de septiembre de 2014 20:25    | Soyuz-FG          | Т15000-050        | Plataforma Gagarin, Baikonur | Éxito | Soyuz TMA-14M                                            | Vuelo tripulado con 3 cosmonautas EEI Expedición 41                                                                                       |
| 23 de noviembre de 2014 21:01     | Soyuz-FG          | Т15000-051        | LC-31, Baikonur              | Éxito | Soyuz TMA-15M                                            | Vuelo tripulado con 3 cosmonautas EEI Expedición 42                                                                                       |
| 27 de marzo de 2015 19:42         | Soyuz-FG          | Г15000-053        | Plataforma Gagarin, Baikonur | Éxito | Soyuz TMA-16M                                            | Vuelo tripulado con 3 cosmonautas EEI Expedición 43                                                                                       |
| 22 de julio de 2015 21:03         | Soyuz-FG          | Г15000-052        | Plataforma Gagarin, Baikonur | Éxito | Soyuz TMA-17M                                            | Vuelo tripulado con 3 cosmonautas EEI Expedición 44                                                                                       |
| 2 de septiembre de 2015 04:38     | Soyuz-FG          | Г15000-054        | Plataforma Gagarin, Baikonur | Éxito | Soyuz TMA-18M                                            | Vuelo tripulado con 3 cosmonautas EEI Expedición 45                                                                                       |
| 15 de diciembre de 2015 11:03     | Soyuz-FG          | Г15000-055        | Plataforma Gagarin, Baikonur | Éxito | Soyuz TMA-19M                                            | Vuelo tripulado con 3 cosmonautas EEI Expedición 46                                                                                       |
| 18 de marzo de 2016 21:26         | Soyuz-FG          | Р15000-057        | Plataforma Gagarin, Baikonur | Éxito | Soyuz TMA-20M                                            | Vuelo tripulado con 3 cosmonautas EEI Expedición 47                                                                                       |
| 7 de julio de 2016 01:36          | Soyuz-FG          | Р15000-056        | Plataforma Gagarin, Baikonur | Éxito | Soyuz MS-01                                              | Vuelo tripulado con 3 cosmonautas EEI Expedición 48                                                                                       |
| 19 de octubre de 2016 08:05       | Soyuz-FG          | Р15000-059        | LC-31, Baikonur              | Éxito | Soyuz MS-02                                              | Vuelo tripulado con 3 cosmonautas EEI Expedición 49                                                                                       |
| 17 de noviembre de 2016 20:20     | Soyuz-FG          | Р15000-060        | Plataforma Gagarin, Baikonur | Éxito | Soyuz MS-03                                              | Vuelo tripulado con 3 cosmonautas EEI Expedición 50                                                                                       |
| 20 de abril de 2017 07:13         | Soyuz-FG          | У15000-065        | Plataforma Gagarin, Baikonur | Éxito | Soyuz MS-04                                              | Vuelo tripulado con 3 cosmonautas EEI Expedición 51                                                                                       |
| 28 de julio de 2017 15:40         | Soyuz-FG          | Р15000-058        | Plataforma Gagarin, Baikonur | Éxito | Soyuz MS-05                                              | Vuelo tripulado con 3 cosmonautas EEI Expedición 52                                                                                       |
| 12 de septiembre de 2017 21:17    | Soyuz-FG          | У15000-063        | Plataforma Gagarin, Baikonur | Éxito | Soyuz MS-06                                              | Vuelo tripulado con 3 cosmonautas EEI Expedición 53                                                                                       |
| 17 de diciembre de 2017 07:21     | Soyuz-FG          | Р15000-061        | Plataforma Gagarin, Baikonur | Éxito | Soyuz MS-07                                              | Vuelo tripulado con 3 cosmonautas EEI Expedición 54                                                                                       |
| 21 de marzo de 2018 17:44         | Soyuz-FG          | Н15000-066        | Plataforma Gagarin, Baikonur | Éxito | Soyuz MS-08                                              | Vuelo tripulado con 3 cosmonautas EEI Expedición 55                                                                                       |
| 6 de junio de 2018 11:12          | Soyuz-FG          | У15000-064        | Plataforma Gagarin, Baikonur | Éxito | Soyuz MS-09                                              | Vuelo tripulado con 3 cosmonautas EEI Expedición 56                                                                                       |
| 11 de octubre de 2018 08:40       | Soyuz-FG          | Н15000-062        | Plataforma Gagarin, Baikonur | Fallo | Soyuz MS-10                                              | Vuelo tripulado con 2 cosmonautas EEI Expedición 57 Abortada durante el despegue, ambos astronautas sobrevivieron al accidente.           |
| 16 de noviembre de 2018 18:14     | Soyuz-FG          | Н15000-068        | Plataforma Gagarin, Baikonur | Éxito | Progress MS-10                                           | ISS Logística |
| 3 de diciembre de 2018 11:31      | Soyuz-FG          | Н15000-067        | Plataforma Gagarin, Baikonur | Éxito | Soyuz MS-11                                              | Vuelo tripulado con 3 cosmonautas EEI Expedición 57                                                                                       |
| 14 de marzo de 2019 19:14         | Soyuz-FG          | Н15000-070        | Plataforma Gagarin, Baikonur | Éxito | Soyuz MS-12                                              | Vuelo tripulado con 3 cosmonautas EEI Expedición 59                                                                                       |
| 20 de julio de 2019 16:28         | Soyuz-FG          | Н15000-069        | Plataforma Gagarin, Baikonur | Éxito | Soyuz MS-13                                              | Vuelo tripulado con 3 cosmonautas EEI Expedición 60\|                                                                                     |
| 25 de septiembre de 2019 13:57:43 | Soyuz-FG          | Н15000-071        | Plataforma Gagarin, Baikonur | Éxito | Soyuz MS-15                                              | Vuelo tripulado con 3 cosmonautas EEI Expedición 61 Último vuelo de la soyuz-fg que sería remplazada por la Soyuz 2 en vuelos tripulados. |